# به‌تو (بازیکن فوتبال، زاده اکتبر ۱۹۸۱)
آندره روبرتو سوارز دا سیلوا (به پرتغالی: André Roberto Soares da Silva) مهاجم اهل برزیل است که در شهر ساو کارلوس، سانتا کاتارینا و در تاریخ ۲۵ اکتبر ۱۹۸۱ به دنیا آمده‌است.
آندره روبرتو سوارز دا سیلوا در تیم‌های فوتبال Ulbra سابقهٔ حضور دارد.